# المعجم المفهرس لألفاظ القرآن الكريم
المعجم المفهرس لألفاظ القرآن الكريم  لمحمد فؤاد عبد الباقي، استعان فيه بكتاب نجوم القرآن في أطراف القرآن للمستشرق الألماني فلوجل، الذي طبع لأول مرة سنة 1842م.

## نبذة عن الكتاب
- كتاب معجمي مفهرس فيه الألفاظ الواردة بالقرآن الكريم يرتب موادها أبجديًا وفقًا للتصريف اللغوي لكل لفظ، مع بيان ظهور اللفظ بتصريفاته المختلفة.
- يضع الكلمة وأمامها الآية أو الآيات التي وردت فيها مع التنبيه على المكي والمدني، ثم يسرد أول الآية ويذكر رقم السورة واسمها ورقم الآية.[2]
- الكتاب في شكل قوائم طولية تشمل اللفظ والسورة التي ورد بها ورقم الآية.